# 多脉铁木
多脉铁木（学名：Ostrya multinervis）是桦木科铁木属的植物，为中国的特有植物。分布于中国大陆的四川、湖南、湖北、贵州等地，生长于海拔650米至1,200米的地区，多生长于杂木林中，目前尚未由人工引种栽培。